# Instituto de Estudos da Criança
O Instituto de Estudos da Criança (IEC) é a escola da Universidade do Minho que, na continuidade do Centro Integrado de Formação de Professores (CIFOP) e, posteriormente, do Centro de Formação de Professores e Educadores de Infância (CEFOPE).

## Ensino
A instituição promove o ensino, a investigação e a prestação de serviços especializados no âmbito dos estudos da criança e da formação de educadores de infância e professores do ensino básico. Além da formação inicial de licenciados em educação de infância e em ensino básico do 1.º ciclo, o IEC desenvolve formação de profissionais de educação para os referidos níveis de ensino, e oferece diversos cursos de pós-graduação no âmbito dos estudos da criança.
Estão ainda previstas a prospecção e criação de novos cursos, designadamente no âmbito do serviço social da criança e da saúde infantil.

## Departamentos
O Instituto de Estudos da Criança é constituído por três departamentos: Ciências da Educação da Criança (DCEC), Ciências Integradas e Língua Materna (DCILM) e Expressões Artísticas e Educação Física (DEAEF). Os diversos projectos de investigação enquadram-se em três centros de investigação: Centro de Estudos da Criança (CESC), Centro de Investigação em Formação de Profissionais de Educação da Criança (METAFORMA) e o Centro de Investigação para a Promoção da Literacia e Bem-Estar da Criança (LIBEC), estes dois últimos agrupados para efeitos de candidatura ao reconhecimento da Fundação da Ciência e Tecnologia.

## Instalações
O Instituto de Estudos da Criança tem funcionado no Edifício dos Congregados - classificado de património nacional, situado na Avenida Central, em Braga. Está em desenvolvimento a sua instalação definitiva no Campus de Gualtar. No Edifício dos Congregados, e sob a presidência do IEC, dos respectivos Departamentos e do Conselho de Cursos, funcionam diversos serviços e secretarias de apoio às actividades do Instituto.